# Wolfgang Eichberger
Wolfgang Eichberger (né en 1911, mort en juin 1963) est un acteur allemand.

## Biographie
Formé pour le théâtre, Eichberger fait sa première apparition au cinéma en 1939 dans Cœur immortel de Veit Harlan. On le voit de nouveau dans un film dans les années 1950.
Entre 1949 et 1963, Eichberger travaille principalement comme acteur de doublage. Il prend part aussi à des productions radiophoniques, comme entre 1957 et 1961 dans trois feuilletons de Paul Temple par Francis Durbridge.
Wolfgang Eichberger fut marié à l'actrice Franziska Stömmer.

## Filmographie
- 1939 : Cœur immortel
- 1951 : Die Tat des Anderen
- 1953 : Zwerg Nase
- 1954 : Hänsel und Gretel
- 1954 : Rotkäppchen
- 1954 : Zwei oder drei Ehen (TV)
- 1955 : Le 20 Juillet
- 1955 : Du mein stilles Tal
- 1956 : Ein Mann muß nicht immer schön sein (de)
- 1956 : Der Prozeß Mary Dugan (TV)
- 1957 : Die Taube im Schaukelstuhl (TV)
- 1959 : Alt Heidelberg